# Trechalea longitarsis
Trechalea longitarsis là một loài nhện trong họ Trechaleidae.
Loài này thuộc chi Trechalea. Trechalea longitarsis được miêu tả năm 1847 bởi C. Ludwig Carl Christian Koch.